# Jéhezkel Hazom
Jéhezkel Hazom (1946. november 30. – 2023. március 21.) héberül: יחזקאל חזום; –) izraeli  válogatott labdarúgó.

## Pályafutása

### Klubcsapatban
1964–1977 között a Hapóél Tel-Aviv játékosa volt. 324 mérkőzésen lépett pályára és 97 alkalommal volt eredményes. 

### A válogatottban
1965–1973 között 9 alkalommal szerepelt az izraeli válogatottban. Részt vett az 1970-es világbajnokságon.

## Sikerei
Hapóél Tel-Aviv
- Izraeli bajnok (2): 1965–66, 1968–69
- Izraeli kupa (1): 1971–72
- Izraeli szuperkupa (3): 1966, 1969, 1970
- Ázsiai klubbajnokság (1): 1967